# Čudovišna gozba
Čudovišna gozba je naslov epizode Dilan Doga objavljene u br. 9. obnovljene edicije Zlatne serije koju je pokrenuo Veseli četvrtak. Sveska je izašla 17.01.2019. god. i koštala 350 dinara (3,45 $; 2,96 €). Imala je 126 strana. U svesci su objavljene dve epizode. Epizoda Čudovišna gozba nalazila se na str. 5-98. Druga epizoda pod nazivom Uspomene na jedno leto nalazila se na str. 99-122.

## Originalna epizoda
Originalna epizoda pod nazivom Il monstruoso banchetto objavljena je premijerno 24.03.2016. god. u Dylan Dog Magazinu br. 2. Epizodu je nacrtao Paolo Baćilijeri, a scenario napisao Alberto Ostini. Naslovnu stranu je nacrtao Bruno Brindizi. Cena je bila €6,30.

## Kratak sadržaj
Glorija obaveštava Dilana telefonom da ne želi više da ga viđa jer se udaje. Odmah zatim, Gručo Dilanu pokazuje tekst iz Daily Mirrora u kome je najavljena Glorijina svadba sa Lajonelom Hotornom, mladim naslednikom dinastije naftaša. Svadba će se održati u Vikedfordu na velikom imanju Hortonovih. Dilan je i dalje zagrejan za Gloriju i pokušava da spreči venčanje. Nakon što uspeva da uđe na ceremoniju i kaže da se protivi braku jer Glorija ne voli mladoženju, obezbeđenje ga izbacuje. Pokušavajući da se vrati na svadbu, Dilan se prerušava u konobara, ali uskroo otkriva da porodica Horton nije obična porodica.